# Dani Borreguero
Daniel Borreguero Reina (Barcelona, España, 16 de noviembre de 1975) es un exfutbolista y entrenador español.

## Trayectoria

### Como jugador
Debutó como profesional en 1995 en el C. E. L'Hospitalet, que por aquel entonces militaba en Segunda División B. En 1997 dio el salto a la Segunda División para fichar por el Elche C. F., donde se mantuvo cuatro campañas en las que sufrió un descenso de categoría en la temporada 1997-98, retornando a Segunda en la campaña siguiente. Fue traspasado al Real Sporting de Gijón en 2001 y, tras otros cuatro años en el conjunto asturiano, se fue al Hércules C. F. para disputar la campaña 2005-06; al final de la misma, fichó por la S. D. Ponferradina, equipo con el que descendió de nuevo a Segunda B. Después de tres temporadas en la categoría de bronce, logró su segundo ascenso a Segunda División en la campaña 2009-10. Sin embargo, no continuó en el club y fichó por el C. A. Bembibre, de Tercera División, donde decidió abandonar la práctica del fútbol en 2010.
En julio de 2015 regresó a la actividad futbolística para fichar por el C. D. Colunga. Un año después se comprometió con el U. D. Gijón Industrial, donde jugó dos temporadas antes de pasar a la U. D. Llanera.

## Clubes
| Club                   | País   | Año       |
| ---------------------- | ------ | --------- |
| C. E. L'Hospitalet     | España | 1995-1997 |
| Elche C. F.            | España | 1997-2001 |
| Real Sporting de Gijón | España | 2001-2005 |
| Hércules C. F.         | España | 2005-2006 |
| S. D. Ponferradina     | España | 2006-2010 |
| C. A. Bembibre         | España | 2010      |
| C. D. Colunga          | España | 2015-2016 |
| U. D. Gijón Industrial | España | 2016-2018 |
| U. D. Llanera          | España | 2018-2019 |

### Como entrenador
Tras retirarse como futbolista ha dirigido principalmente en categorías de formación. Su primera experiencia con un equipo sénior fue con el conjunto berciano, Club Deportivo Flores del Sil, que militaba en la 1.ª División Provincial Aficionados de León. Dirigió al equipo durante la temporada 2012-13, clasificándose en quinta posición. La siguiente temporada sería segundo entrenador de la Sociedad Deportiva Ponferradina, que militaba en la 2.ª División, el primer entrenador era el también exfutbolista, Claudio Barragán.
Su segunda experiencia como primer entrenador, sería tras retirarse definitivamente como futbolista. Fue en diciembre de 2022, cuando el Avilés Stadium Club de Fútbol del Grupo II de la Tercera Federación le contrató. Tras culminar la temporada con el descenso, (aunque luego fue repescado por la ampliación del número de equipos en dicha competición), el técnico no continuaría en el club.
Su tercera experiencia en los banquillos, se anunció el 29 de noviembre de 2023 por el Caudal Deportivo, también del Grupo II de la Tercera Federación. El club mierense le contrató, en principio, hasta final de temporada. Consiguió empezar la campaña 2023-24, pero sería cesado el 30 de marzo de 2024, con el equipo caudalista situado en ese momento por debajo de la mitad de la tabla clasificatoria.

## Clubes
| Club                 | País   | Año       |
| -------------------- | ------ | --------- |
| C. D. Flores del Sil | España | 2012-2013 |
| Avilés Stadium C. F. | España | 2022-2023 |
| Caudal Deportivo     | España | 2023-2024 |